# Shadi (sockenhuvudort i Kina, Hubei Sheng, lat 30,34, long 109,75)
Shadi (kinesiska: 沙地, 沙地乡) är en sockenhuvudort i Kina. Den ligger i provinsen Hubei, i den centrala delen av landet, omkring 440 kilometer väster om provinshuvudstaden Wuhan. Antalet invånare är 26 019. Befolkningen består av 12 919 kvinnor och 13 100 män. Barn under 15 år utgör 18,0 %, vuxna 15-64 år 67 %, och äldre över 65 år 13,0 %.
Runt Shadi är det ganska tätbefolkat, med 179 invånare per kvadratkilometer. Närmaste större samhälle är Xintang, 7,1 km söder om Shadi. I omgivningarna runt Shadi växer i huvudsak blandskog.
Genomsnittlig årsnederbörd är 1 593 millimeter. Den regnigaste månaden är september, med i genomsnitt 282 mm nederbörd, och den torraste är december, med 19 mm nederbörd.